# Куысбекское месторождение золота
Куысбекское месторождение золота — расположено на территории Айыртауского района Северо-Казахстанской области. Месторождение открыл Е. Д. Шлыгин в 1930 году. В геологическом составе есть рифейский порфирит, разрезанный габбро-диоритными дайками, и кремниевые сланцы куысбекской свиты. Состоит из кварцево-жильных и сульфидно-минерализированных зон. Кварцевые жилы растянуты к северо-востоку и на 50—70 м в меридианном направлении, их толщина 0,5—0,7 м. Объём золота в верхней части освоенной жилы 150 г/т (ср. 8—10 г/т). На терр. месторождения имеются 4 минерализованных зон, их толщина 3—14 м, длина 200—300 м. Их объём золота 3—5 г/т. После углубления ниже 200 м, объём золота уменьшается до 0,4 г/т. Руда состоит из пирита, халькопирита, галенита, сфалерита, кварца, турмалина, серицита, хлорита. Объём сульфидов в кварцевых жилах 2—5 %, в минерализованных зонах до 10—15 %. Крылья месторождения покрыты отложениями, толщиной 15-20 м.